# Erik, el viking
Erik, el Viking (títol original: Erik the Viking) és una pel·lícula britànica dirigida per Terry Jones, estrenada l'any 1989. Ha estat doblada al català.

## Argument
Després d'haver mort una jove de la qual estava enamorat, Erik pren consciència de la vida dels vikings: pillatges, violacions, homicidis… Per canviar-ho, marxa amb els seus amics a la recerca del cor ressonant, l'alè del qual despertarà els déus i posarà fi a Ragnarök, el regne de terror.

## Repartiment
- Tim Robbins: Erik
- Mickey Rooney: l'avi de Erik
- Eartha Kitt: Freya
- Terry Jones: el rei Arnulf
- Imogen Stubbs: la princesa Aud
- John Cleese: Halfdan el Negre
- Tsutomu Sekine: l'amo dels esclaus
- Antony Sher: Loki
- Gary Cady: Keitel el ferrer
- Charles McKeown: el pare de Sven, Berserk
- Tim McInnerny: Sven, el Berserk
- John Gordon Sinclair: Ivar
- Richard Ridings: Thorfinn
- Freddie Jones: Harald el missioner
- Samantha Bond: Helga
- Danny Schiller: Snorri el miserable

## Al voltant de la pel·lícula
- El rodatge es va desenvolupar a Shepperton, Malta i a Noruega.
- Inicialment previst com un film dels Monty Python, la tropa es va separar després de la mort de Graham Chapman el 1989.
- El paper de Erik primer va ser proposat a Tom Hulce, i el de Halfdan el Negre a Jack Lemmon.